# باب باتی
باب باتی (انگلیسی: Bob Batey; ۱۸ اکتبر ۱۹۱۲ – ۲۹ نوامبر ۱۹۹۸) بازیکن فوتبال اهل بریتانیا بود.
از باشگاه‌هایی که در آن بازی کرده‌است می‌توان به باشگاه فوتبال ساوتپورت، باشگاه فوتبال کارلایل یونایتد، باشگاه فوتبال لیدز یونایتد، و باشگاه فوتبال پرستون نورث اند اشاره کرد.